# James Cleveland
James Cleveland (Chicago, 5 de dezembro de 1931 — Culver City, 9 de fevereiro de 1991) foi um cantor, arranjador e compositor de música gospel norte-americano. Foi a força propulsora por trás da criação do som gospel moderno, trazendo a ousadia estilística com influências do Jazz e Música pop. Ele é conhecido como o Rei da música gospel.

## Início da vida e carreira
Nascido em Chicago, ele começou a cantar como um menino soprano na Pilgrim Baptist Church, onde Thomas A. Dorsey era ministro de música e Roberta Martin era pianista para o coro. Ele esforçou ao extremo suas cordas vocais quando adolescente, enquanto parte de um grupo gospel local, o que deixou sua voz grave e inconfundível o que tornou-se sua marca registrada em seus últimos anos. A mudança em sua voz levou-o a se concentrar em suas habilidades como pianista e mais tarde como compositor e arranjador. Por suas realizações pioneiras e contribuições, ele é considerado por muitos como um dos maiores cantores da Música gospel americana de todos os tempos.

## Estilo musical
Foi pioneiro em seu estilo. Grandes organizações musicais passaram a estudar seu sistema. Ele trabalhou bastante seu poder vocal para alcançar ritmos propulsores,  harmonias intrincadas e seu virtuosismo individual, o que influenciou os maiores grupos musicais da " Idade de Ouro" do Gospel e ainda era a fonte para os coros de massa da época.  

## Morte
Cleveland sofria de doença respiratória grave e morreu de insuficiência cardíaca em 9 de fevereiro de 1991.

## Prêmios
- Grammy Award won for Best Gospel Album by a Choir or Chorus 1990: 
 The Southern California Community Choir: Having Church
- Grammy Award won for Best Soul Gospel Performance, Traditional 1980: 
 James Cleveland & The Charles Fold Singers: Lord, Let Me Be an Instrument
- Grammy Award won for Best Soul Gospel Performance, Traditional 1977: 
 James Cleveland: James Cleveland Live at Carnegie Hall
- Grammy Award won for Best Soul Gospel Performance 1974: 
 James Cleveland & The Southern California Community Choir: In the Ghetto